# Pharaoneninsel
Die Pharaoneninsel (arabisch جزيرة فرعون, DMG Ǧazīrat Firʿaun/Firʿawn) ist eine ägyptische Insel im nördlichen Golf von Akaba, dem nordöstlichen Seitenarm des Roten Meeres.

## Geographie
Die Insel mit dem nördlich vorgelagerten Korallenriff liegt nur rund 200 Meter vor der Ostküste der Sinai-Halbinsel. Die Insel ist von Nord nach Süd 350 Meter lang und maximal 170 Meter breit und nimmt eine Fläche von 3,9 Hektar ein.

## Geschichte
Ğezīret Firāˁūn wird von Wolfgang Zwickel und anderen als das in 1 Kön 9,26–28  genannte Ezjon-Geber identifiziert, an dem König Salomo eine Handelsflotte mit tyrischen Seeleuten bemannte Handelsflotte besessen habe, deren Schiffe bis nach Ophir gefahren und mit Gold beladen zurückgekehrt seien. Im 8. Jahrhundert v. Chr., also deutlich nach der Zeit Salomos, wurde der Ort von Phöniziern ausgebaut.
Die Kreuzritter errichteten unter Balduin I. im Jahr 1115 auf der von ihnen Île de Graye genannten Insel im Süden der von ihnen eroberten Stadt Akaba eine Zitadelle. Diese war im Winter 1116 bereits wieder verwaist. In arabischen Chroniken jener Zeit wurde die Insel Ayla 'oder Aila genannt, wie die Stadt gleichen Namens auf der gegenüberliegenden Seite des Golfs.
Im Dezember 1170 eroberte der Sultan Saladin die Insel und baute die Festung wieder auf, um dort eine Garnison einzurichten, wie eine Gründungsinschrift mitteilt. Im November 1181 überfiel der französische Kreuzritter Renaud de Châtillon die arabische Aila und versuchte, eine Marineblockade gegen die muslimischen Truppen dort während des Winters von 1182 bis 1183 zu errichten. Die Blockade bestand aus nur zwei Schiffen und war nicht erfolgreich.
Als der Pilger Magister Thietmar 1217 die Insel besuchte, war dort ein Fischerdorf angesiedelt, das von Sarazenen und gefangenen Franken bevölkert war und dem Sultan von Kairo unterstand.
Später wurde die Insel von den Mamluken-Truppen in Besitz genommen, die hier bis ca. 1320 einen Gouverneur einsetzen. 1321 fand der Historiker Abū el-Fidāʾ (1273–1331) keinen Gouverneur mehr auf der Insel vor, wohl weil der Sitz des Gouverneurs in die Stadt Akaba verlegt worden war.

## Pharaoneninsel heute

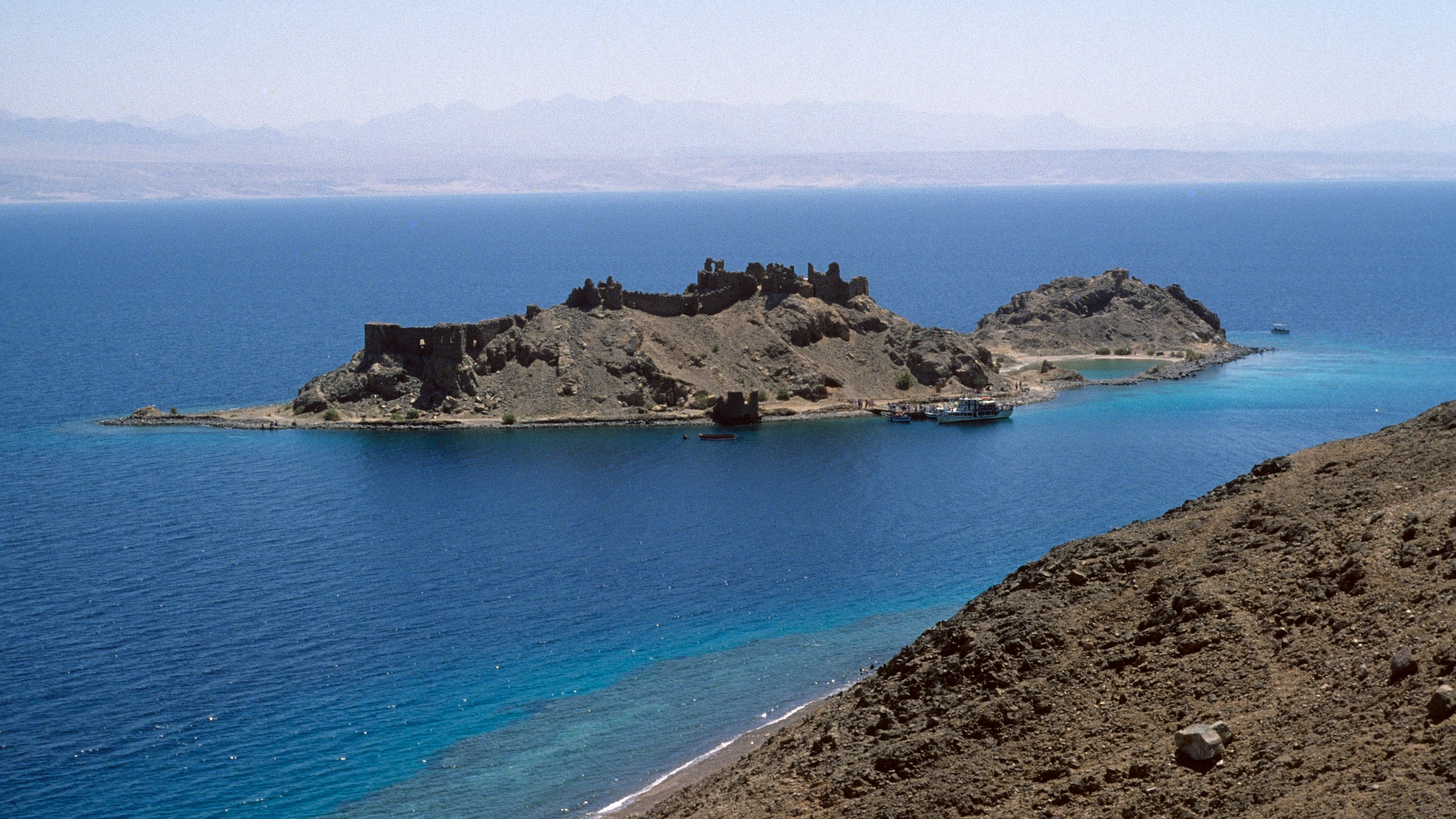
Pharaos Island 1978 vor der Restaurierung

1986 und 2009 wurde die Zitadelle umfangreich restauriert.
Zusammen mit der Zitadelle al-Gindi (Lage),
auch auf der Sinai-Halbinsel etwa auf halbem Wege zwischen Nekhel und Suez, wurde die Zitadelle auf der Pharaoneninsel wegen ihres offensichtlichen universellen kulturellen Wertes am 28. Juli 2003 auf die Vorschlagsliste für das UNESCO-Welterbe aufgenommen.
Wegen ihrer Nähe zu Jordanien und Israel wurden die Insel und ihre Korallenriffe ein beliebtes Besichtigungsziel für Touristen, die aus Taba, Eilat und Akaba anreisen.